# Lau
För andra betydelser, se Lau (olika betydelser).
Lau är en kyrkby i Lau socken i Gotlands kommun, belägen på sydöstra Gotland cirka två mil öster om Hemse. Från 2015 avgränsar SCB här en småort.
Lau betyder öppen betad strandmark. 

## Historia
Under stenåldern var Lau en långsmal ö och lauborna bodde på insidan av öns uddar. Ett sund skilde Lau-ön från Gotland. Under bronsåldern sjönk vattnet och där sundet var som smalast spolades det upp en bred sandbank. Lauborna blev fler och bosatte sig både på insidan av ön och längs med sandbanken. Banken blev den första landförbindelsen med Gotland och här kom den första vägen. Banken är det vi kallar Lausböin i dag och vägen är den som går från Lau kyrka till Garde.
Där vägen kom upp på den forna ön utvecklades ett sockencentrum. Det var ungefär lika långt åt Lau sockens alla håll och härifrån grenade socknens vägar ut sig. Här var det högt med utsikt över bygden, det var torrt och det fanns tillgång till vatten i sluttningen mot Lausböin. Här bör också byggnader för forntida gudstjänster och kommunala möten ha legat. Platsen alldeles väster om dagens kyrkogård heter Stavgard, ett vanligt namn på en samlingsplats före kristen tid.
Under järnåldern etablerades dagens gårdar spridda över socknen. Från den här tiden härrör också den fornborg vars lämningar man i dag kan hitta vid Botvidebackar på Lausbackars nordspets.
På 1890-talet skedde skiftet i Lau. Små ägor med ringlande tunar (gärdesgårdar) slogs ihop till stora enheter.
Lau kyrka är från 1200-talet och Gotlands största landsortskyrka, berömd för sin unika akustik. Bredvid denna finns ett församlingshem och förskola.
Lau har en gång haft en skola, denna är nedlagd sedan 1987. 

## Samhället
I före detta Lau skola finns ett föräldrakooperativt dagis och ett sockenarkiv. Byggnaden ligger tvärs över vägen söder om Lau kyrka.
Ishockeyspelaren Johan Larsson föddes här.